# Placa de los Andes del norte

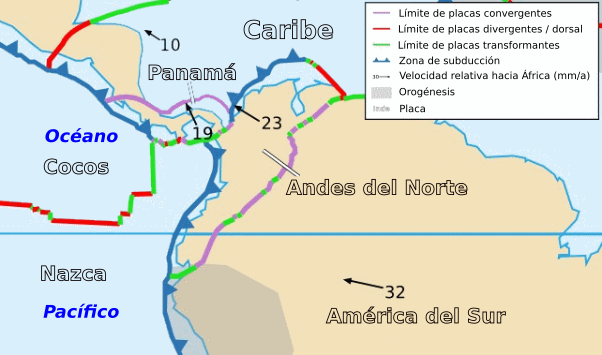
Mapa de la placa de los Andes del Norte y las placas vecinas

La placa de los Andes del Norte es una placa tectónica ubicada en el noroeste de América del Sur, abarcando la mayor parte de Colombia, el norte de Ecuador y el noroeste de Venezuela. 
Su límite geográfico noreste con la placa del Caribe es un borde divergente, mientras que el resto de su límite con dicha placa es una zona de subducción. Su límite con la placa de Panamá se presenta principalmente de tipo transformante. El límite oeste de la placa lo delimita su encuentro con la placa de Nazca, el cual se realiza a través de una fosa de subducción. Finalmente su frontera con la placa Sudamericana corresponde a un borde convergente.
La tectónica actual y el potencial sísmico en el borde Norte de la placa de los Andes del Norte es poco comprendida desde el punto de vista sismotectónico. Tanto en el azimut exacto como en la magnitud de la tasa anual de ese desplazamiento relativo no se ha podido llegar a valores concluyentes. Con respecto a esta última ha sido estimada por diversos autores en el orden de los 10mm/año.  de los 20mm/año y hasta los 30mm/año ó más.